# Florence Asie
Florence Asie, pseudonyme d'Henriette Eugénie Lafargue-Saget, épouse Napoléon, née le 12 décembre 1910 à Mauzé-sur-le-Mignon et morte le 6 août 2012 à Mont-Saint-Aignan, est une écrivaine française.

## Biographie
Henriette Eugénie Lafargue naît en 1910 à Mauzé-sur-le-Mignon, fille de Raoul Lafargue, un boulanger de Mussidan, non présent, et Eugénie Dupuis, son épouse. Sa naissance est déclarée par Henri Saget, représentant de commerce, qui lui donne son patronyme. En 1932, en vertu d'un jugement du tribunal de Niort, il l'adopte sous le nom d'Henriette Lafargue-Saget.
En 1933, Henriette épouse à Niort Serge Napoléon, et devient employée des P.T.T. Installée à Rouen, où son mari est inspecteur général des Postes, elle écrit en 1962 à Simone de Beauvoir pour lui faire part de son admiration. Au passage, elle lui confie qu'elle écrit elle aussi, sans toutefois parvenir à se faire éditer. Beauvoir lui propose de lire et corriger ses manuscrits, et la prend sous son aile. En 1966, après plusieurs refus d'éditeurs, Gallimard publie son premier roman, Fascination, sous le pseudonyme de Florence Asie. Au sujet du nom de plume qu'elle s'est choisi, elle déclare : « Pourquoi Asie : parce que j'ai une binette asiatique. Pourquoi Florence : parce que c'est joli. » Six romans suivront, dont quatre chez le même éditeur.
Elle est domiciliée au no 12 rue Raoul-Fortin à Rouen.
Elle est l'une des signataires du manifeste des 343 pour la libéralisation de l'avortement, en 1971.
En 1975, elle fait paraître son dernier livre, Une sacrée bonne femme, un roman dont il est difficile de savoir à quel point il est autobiographique : elle y raconte une jeunesse mouvementée, ses premières amours avec un homme marié (mort dans un accident d'auto) puis avec un gitan, jusqu'à devenir l'héritière d'un bordel pour hommes.
Veuve depuis 1986, Henriette Lafargue-Saget meurt en 2012, à l'âge de 101 ans,.

## Dans la culture
En 1988, l'écrivaine belge Béatrix Beck, publie le roman Stella Corfou, dont le personnage principal de vendeuse aux Puces est inspiré par Florence Asie. Dix ans plus tard, dans un livre d'entretien, Confidences de gargouille, elle raconte :

« La plupart du temps, j'ai aimé les gens qui ont inspiré les personnages de mes livres (...). Curieusement je n'ai pas aimé le personnage de Stella Corfou, inspiré d'une femme que j'ai connue, dont le pseudonyme en littérature était Florence Asie. Simone de Beauvoir s'intéressait à elle et fit paraître plusieurs de ses livres chez Gallimard. Comme des dames d'œuvres avaient des pauvres, Simone de Beauvoir protégeait Florence Asie, ex-postière, sans aucune culture. Mais dont les livres avait de la patte.
Elle était très belle, d'une beauté de gitane. Brutale aussi. J'admirais son talent mais son impulsivité (...) ne pouvait me la rendre aimable. Quand l'un de ses manuscrits était refusé elle adressait une lettre d'injures à qui de droit chez Gallimard, en le regrettant l'instant d'après.
Elle croyait m'aimer. Nous nous sommes vues assez souvent. Je la trouvais intéressante. La dernière fois que je le lui ai écrit, elle était dans une maison de retraite. Je ne pense pas qu’elle ait eu connaissance de mon bouquin. Quoique ayant publié plusieurs livres chez Gallimard, elle restait en marge, très extérieure au milieu des écrivains à cause de son ignorance. »

— Béatrix Beck, Confidences de gargouille

## Œuvres
- Fascination, Paris, Gallimard, 1966[10] [lire en ligne]
- Griserie, Paris, Gallimard, 1967 [lire en ligne] (extraits)
- L'amour c'est quoi ?, Paris, Gallimard, 1968
- De tout, un peu, dix poèmes..., Rouen, P. Mannschott, 1968
- Anti-cancans, dix poèmes..., Rouen, P. Mannschott, 1968
- Le Rendez-vous mystique, Paris, Gallimard, 1973 [lire en ligne] (extraits)
- Une sacrée bonne femme, Paris, Gallimard, 1975 [lire en ligne] (extraits)